# Gessertshausen
Gessertshausen település Németországban, azon belül Bajorországban. Lakosainak száma 4496 fő (2023. december 31.).

## Népesség
A település népessége az elmúlt években az alábbi módon változott:
| Lakosok száma | 2963 | 3862 | 4199 | 4078 | 4088 | 4173 | 4237 | 4344 | 4427 | 4496 |
|               | 1970 | 1987 | 2010 | 2012 | 2013 | 2015 | 2016 | 2019 | 2021 | 2023 |